# Браунвілл (Мен)
Браунвілл (англ. Brownville) — місто (англ. town) в США, в окрузі Піскатаквіс штату Мен. Населення — 1139 осіб (2020).

## Демографія
Згідно з переписом 2010 року, у місті мешкало 1250 осіб у 527 домогосподарствах у складі 347 родин. Було 738 помешкань
Расовий склад населення:
| - 97,3 % — білих - 0,6 % — чорних або афроамериканців - 0,2 % — корінних американців |

До двох чи більше рас належало 1,4 %. Частка іспаномовних становила 1,3 % від усіх жителів.
За віковим діапазоном населення розподілялося таким чином: 22,7 % — особи молодші 18 років, 59,9 % — особи у віці 18—64 років, 17,4 % — особи у віці 65 років та старші. Медіана віку мешканця становила 44,5 року. На 100 осіб жіночої статі у місті припадало 111,9 чоловіків;  на 100 жінок у віці від 18 років та старших — 106,4 чоловіків також старших 18 років.
Середній дохід на одне домашнє господарство  становив 41 300 доларів США (медіана — 35 000), а середній дохід на одну сім'ю — 52 444 долари (медіана — 44 261). Медіана доходів становила 33 500 доларів для чоловіків та 43 393 долари для жінок. За межею бідності перебувало 25,4 % осіб, у тому числі 32,1 % дітей у віці до 18 років та 9,2 % осіб у віці 65 років та старших.
Цивільне працевлаштоване населення становило 423 особи. Основні галузі зайнятості: освіта, охорона здоров'я та соціальна допомога — 24,6 %, виробництво — 19,1 %, роздрібна торгівля — 13,9 %.